# Листоноша

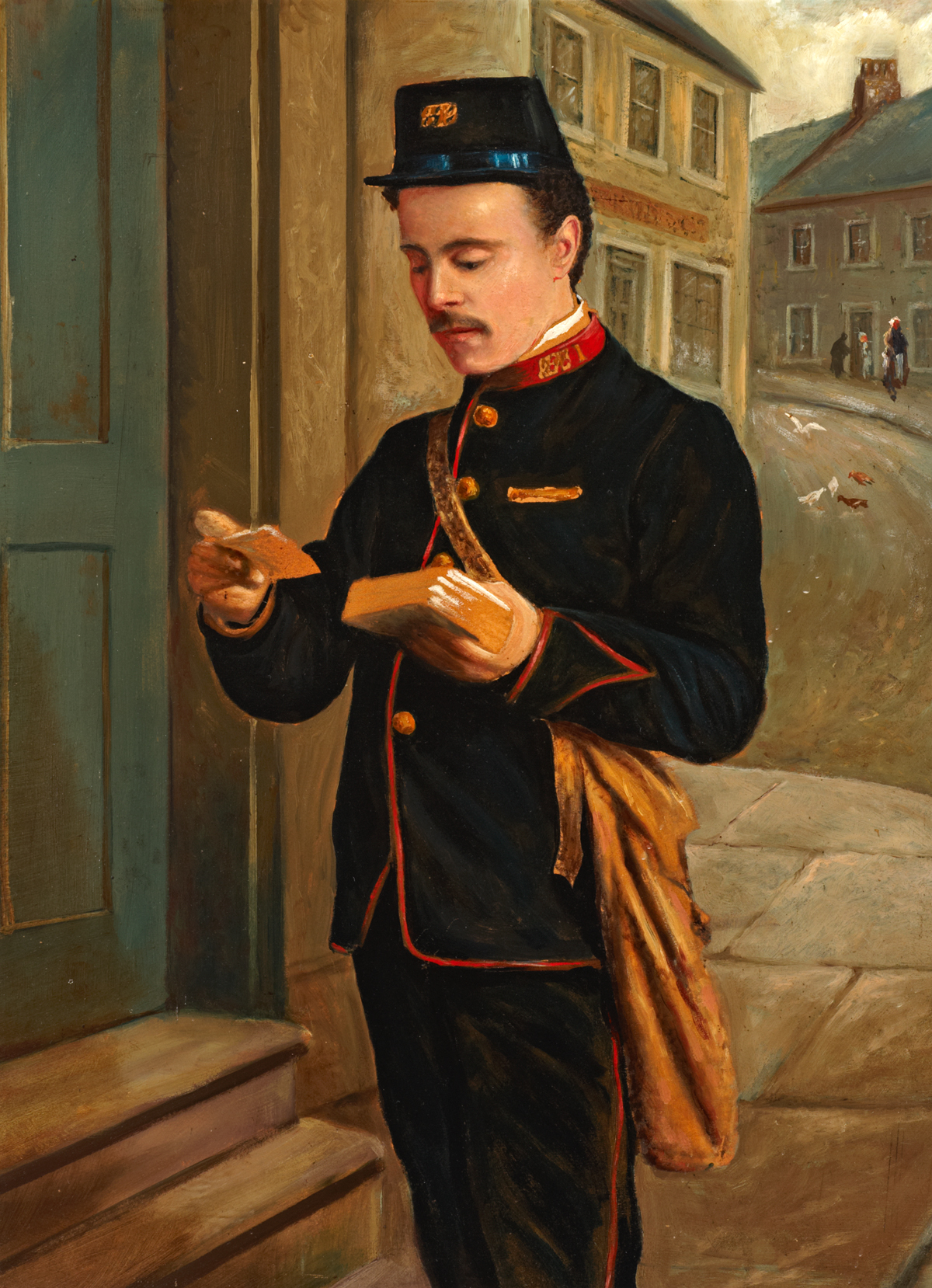
Томас Петтерсон. Портрет листоноші, початок XX ст.

Листоно́ша або пошта́р — службовець пошти, який розносить кореспонденцію і часописи адресатам.

## Історія
До появи електронної пошти, величезну роль відігравали люди, що доставляють листи. Вісники, що перевозять письмові або усні послання з'явилися ще за античних часів у Стародавньому Єгипті. У Давній Греції доставленням листів займалися спеціальні гінці — гемеродроми (дав.-гр. ἡμεροδρόμος — «що біжить цілий день»). Але це не мало форми цивільної загальнодоступної пошти.
На території Московії попередниками нинішніх листонош були ямщики, які на конях переправляли державну і купецьку кореспонденцію від міста до міста і вимушені були її розносити на адреси, оскільки не існувало поштової служби в кожному місті. За царя Петра I 1711 — 1712 роками було встановлено перші поштамти і з'явилися самі поштарі — ті, хто розносить листи. За царських часів листоноші були шанованими людьми, носили уніформу, як жандарми й офіцери.
Працівники американської поштової служби «Поні-експресс», що існувала в 1860—1861 р.р., доставляли кореспонденцію через весь північноамериканський материк на відстань 3106 км.

## Опис професії

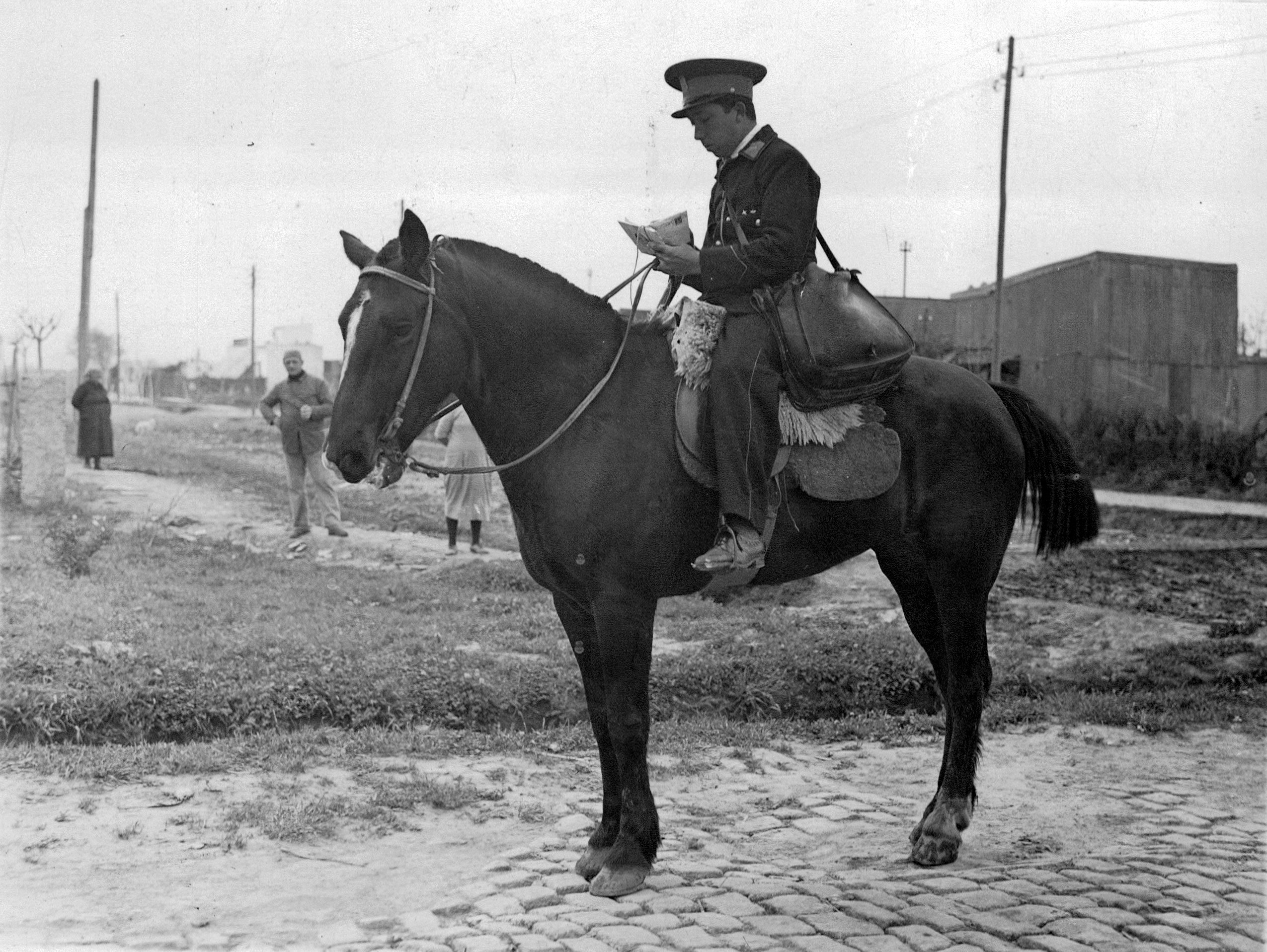
Кінний листоноша. Аргентина, бл. 1920 р.

Пошта відіграє важливу роль у розвитку людського суспільства. Адже поштовий зв'язок був і залишається найдоступнішим і найпоширенішим засобом зв'язку для різних верств населення України. Про це свідчить велика кількість поштових відправлень. Говорити про пошту можна багато, адже її послугами користується все цивілізоване людство. І в кожної людини своя думка щодо її устрою та якості надання послуг — усього того, з чого складається цей величезний живий організм. У кожній країні пошта, а подекуди лише пошта, є повсякденним і доступним засобом спілкування.

## Службові обов'язки

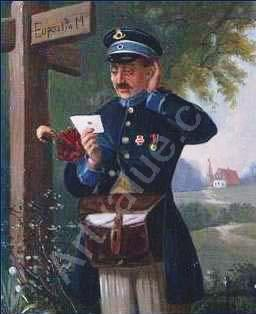
Карл Марія Сейппель, Листоноша

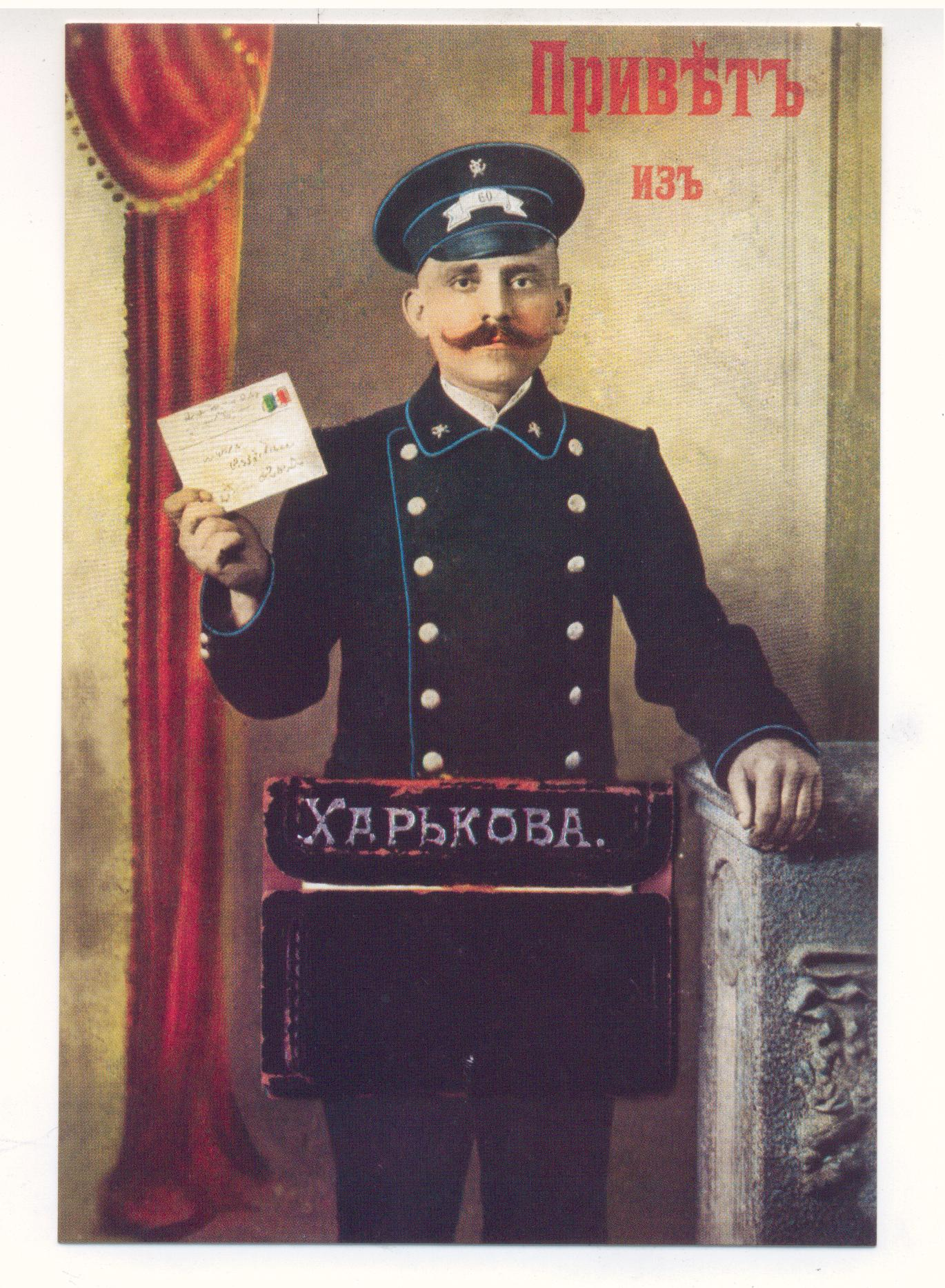
Листоноша Російської імперії на поштовій листівці 1900-х років

Робочим місцем листоноші у відділенні зв'язку є стіл, на якому він проводить сортування листів, газет, часописів та іншої кореспонденції, шафа з відділеннями, у які він розкладає кореспонденцію відповідно до зазначеної адреси. Тому основним робочим місцем листоноші є вулиці і будинки населених пунктів.
Головними предметами праці листоноші є різноманітні поштові відправлення і друкована продукція (преса). Вони також виплачують удома пенсії і допомоги соціального забезпечення. У сільській місцевості листоноші доставляють посилки, бандеролі, приймають прості і рекомендовані листи, оформлення передплати на періодичні видання, продають у роздріб газети і часописи.
Основною метою праці листоноші є своєчасна і якісна доставка кореспонденції адресатам. Для цього він використовує у своїй роботі різноманітні знаряддя праці: ручку, олівець, губку з водою, клей. Для доставки кореспонденції може також використовуватися автомобільний, мото-, вело- та вантажний транспорт.
У процесі роботи листоноша готує пошту для доставки адресатам, керуючись даними спеціального журналу, де вказано адреси і прізвища передплатників преси, назви передплачених газет і журналів, їхню кількість, терміни передплати. Листоноша підбирає газети і журнали кожному передплатникові, охайно записує на них відповідні номери. Під розписку отримує цінні листи і бандеролі, перекази, доручення на пенсії і допомоги, гроші на виплату переказів, пенсій, допомог. Після цього листоноша доставляє часописи, журнали, поштові відправлення через абонентські шафи або поштові скриньки. Зареєстровані поштові відправлення вручаються адресатам особисто під розписку.
Для виконання своїх службових обов'язків листоноша повинен знати:
- види і категорії поштових відправлень, правила доставки адресатам,
- порядок доставки пенсії і допомог,
- розташування вулиць, будинків, квартир на ділянці, яку обслуговуватиме,
- терміни вручення поштових відправлень і телеграм,
- тарифи за пересилку поштових відправлень тощо.

## Умови праці
За рівнем складності та напруженості праці професія листоноші належить до середнього рівня. Робота ця фізично не важка, вікових та статевих обмежень у виборі професії практично немає, листоноша мусить вкладатися у терміни доставки кореспонденції, тому працює він у прискореному темпі. Кожен листоноша має свою дільницю, територія якої визначається залежно від кількості населення, часу, який необхідний для вручення поштових відправлень та кореспонденції.
У роботі листоноші є й свої складнощі. За будь-яких погодних умов (дощ, сніг, холод, спека) він має вчасно доставляти кореспонденцію.
Під час роботи у листоноші завантажені зорові та рухові аналізатори. Не допускаються до роботи люди з хворою психікою та хворобами опорно-рухового апарату. Є обмеження під час вибору професії для людей із дуже слабким зором.

## Роль професії у житті людей

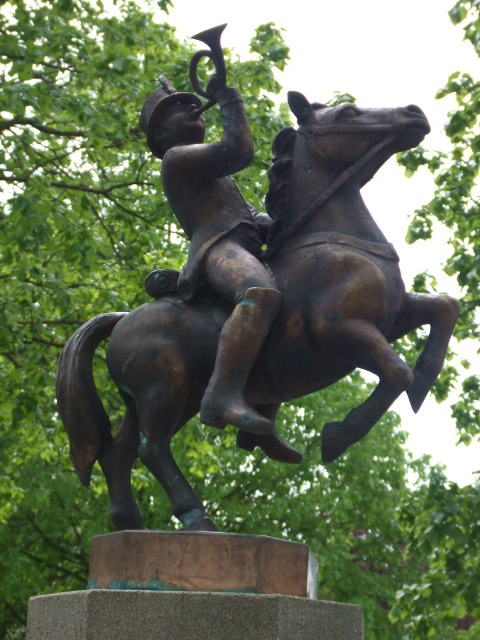
Листоноша на коні з ріжком. Пам'ятник у місті Лойткірх-ім-Алльгой

Професія листоноші поширена в усіх регіонах країни і в ній є постійна потреба. Працюють фахівці даної професії на підприємствах зв'язку або у їхніх відділеннях, а також на окремих дільницях, з яких доставляється необхідна кореспонденція абонентові.
Працюють листоноші, як правило, бригадами, а в невеликих населених пунктах — індивідуально.
Всесвітній поштовий союз (ВПС) є спеціалізованим агентством Організації Об'єднаних Націй, що регулює надання універсальної поштової служби. Країни-члени ВПС формують найбільшу мережу доставки у світі. Більш ніж 5 млн. поштових працівників усього світу щорічно обробляють і доставляють приблизно 430 млрд. внутрішніх поштових відправлень, понад 18 млн міжнародних відправлень, близько 4,6 млрд посилок.
Приємно, що поштовики усвідомлюють важливість своєї роботи, намагаються якнайповніше враховувати зауваження і пропозиції громадян, налагоджувати з ними взаємовигідну співпрацю, дбають про розширення ринку поштових послуг, зміцнення довіри споживачів. Соціальне значення людей цієї професії — нести людям добро, допомагати їм, зберігати традиції людського спілкування. Це дуже важливо, особливо для соціально незахищеної категорії людей, які майже всі послуги можуть одержати вдома через листонош — головних осіб пошти. З них починається, ними і закінчується письмовий зв'язок між людьми. Незважаючи на бурхливий сплеск розвитку електронних та електричних засобів зв'язку, що заполонили світ, пошта сьогодні щоденно надсилає і доставляє мільярди листів, бо ніщо не замінить живого почерку людини, оригіналу документа.

## Пам'ять

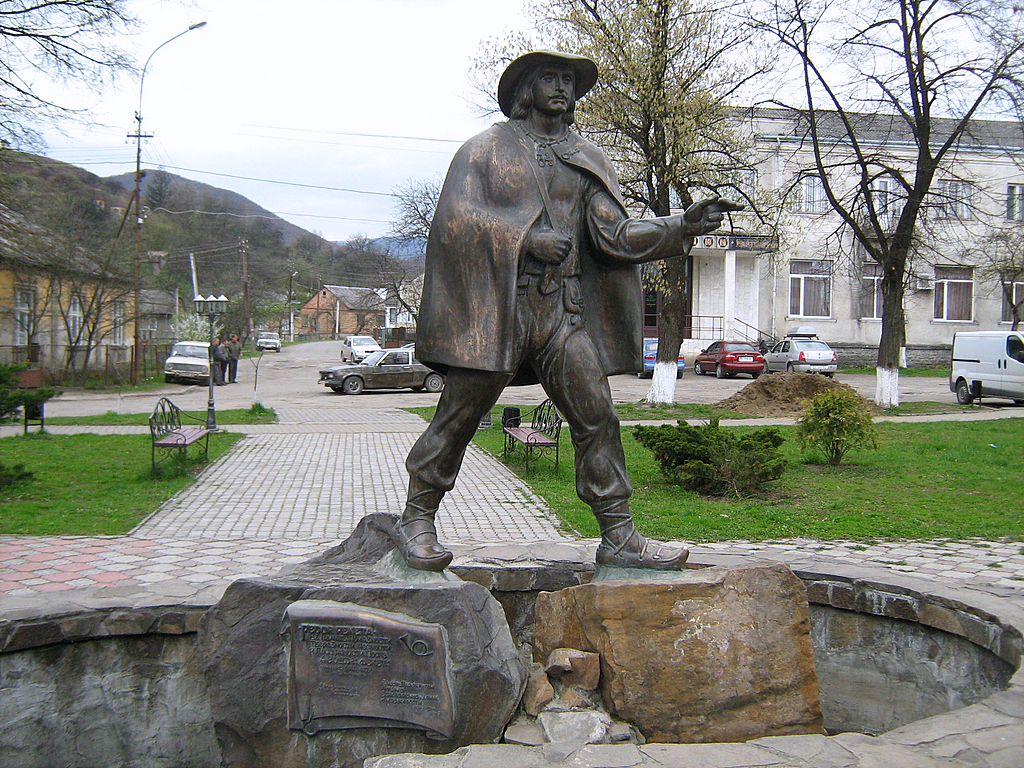
Пам'ятник Федорові Фекеті в Перечині

Перший пам'ятник (у вигляді стінного барельєфу) листоноші був зроблений у закарпатському селі Тур'ї Ремети Перечинського району в середині XIX століття.
Щодня листоноша Федір Фекета, якого тоді шанобливо називали «послом», долав 60 кілометрів, доставляючи землякам з Ужгорода газети, листи, грошові перекази тощо. Шлях пролягав через гори, струмки і річки. Посол не раз зустрічав ведмедів і рисей, але завжди вчасно приносив пошту. Якось його все ж спіткала біда. За однією з легенд, листоноша провалився під кригу і втонув, а за іншою він усе ж таки піднявся з крижаної води і прибув до села, але потім помер від запалення легень.
Пам'ятник листоноші встановлено 1838 року на стіні православної церкви святого Михаїла (1616 року, реконструйовано 1990 року) у вигляді барельєфу. На дошці написано «Въ Память Приязности, Тверезности, Чесности и Послужности Посла Феодора Фекета. Померъ р. Б.1838». Меморіальна дошка на стіні сільського храму збереглася до наших днів.
Справжній пам'ятник Фекеті встановлений 2004 року в райцентрі міста Перечин, що знаходиться за кілька кілометрів від села.
Пам'ятники поштарям зараз існують у багатьох країнах.

## Свята
Міжнародний день — 9 жовтня.